# Dinamo Bukarest (Handball)
CS Dinamo Bukarest (rumänisch Clubul Sportiv Dinamo București) ist ein rumänischer Handballverein aus Bukarest. Der Verein ist vor allem bekannt für seine Männermannschaft, die in der höchsten rumänischen Liga, der Liga Zimbrilor, spielt. Mit 20 Meisterschaften und acht Pokalsiegen ist Dinamo zweiterfolgreichster Verein im rumänischen Männerhandball hinter CSA Steaua Bukarest (28/9).

## Geschichte
Die Handballabteilung wurde 1956 gegründet, als die Mannschaft von CSU Bukarest, die sich aus Studenten des Instituts für Leibeserziehung und Sport zusammensetzte, zu CS Dinamo wechselte. Unter ihnen waren Liță Cosma, Oprea Vlase und Gabriel Zugrăvescu. Mit zahlreichen Nationalspielern und Olympiateilnehmern wie dem späteren deutschen Bundestrainer Petre Ivănescu dominierte Dinamo den rumänischen Handball bis Mitte der 1960er Jahre. Die Krönung folgte mit dem Gewinn des Europapokals der Landesmeister in der Saison 1964/65 unter der Leitung von Oprea Vlase.
Ab den späten 1960er Jahren stand Dinamo im Schatten des Stadtrivalen CSA Steaua Bukarest und gewann bis zur Jahrtausendwende nur noch vier Meisterschaften. Anschließend dominierte HCM Constanța die Liga. Erst als Constanța 2015 aus finanziellen Gründen aufgelöst werden musste, gelang es Dinamo die Vorherrschaft in Rumänien zurück zu erlangen. Auch dank potenter Sponsoren verpflichtete der Hauptstadtklub zur Saison 2021/22 den langjährigen Erfolgstrainer des FC Barcelona Xavier Pascual Fuertes und dessen Sohn Àlex Pascual García sowie den französischen Olympiasieger Cédric Sorhaindo und den spanischen Europameister Eduardo Gurbindo. Zur Saison 2024/25 übernahm der Spanier David Davis Cámara.

## Erfolge

### International
- Europapokal der Landesmeister/Champions League:
Sieger: 1965
Finalist: 1963
- Europapokal der Pokalsieger:
Finalist: 1983

### National
- Meisterschaft:
Sieger (21): 1959, 1960, 1961, 1962, 1964, 1965, 1966, 1978, 1986, 1995, 1997, 2005, 2016, 2017, 2018, 2019, 2021, 2022, 2023, 2024, 2025
- Pokal:
Sieger (9): 1979, 1982, 1988, 2017, 2020, 2021, 2022, 2024, 2025
- Superpokal:
Sieger (7): 2016, 2018, 2019, 2020, 2022, 2023, 2024

## Männer

### Kader 2024/25
Trainer:  David Davis Cámara (seit 2024/25)
| Nr. | Nation     | Name                           | Position | Geburtsdatum       |
| --- | ---------- | ------------------------------ | -------- | ------------------ |
| 1   | Serbien    | Vladimir Cupara                | TW       | 19. Februar 1994   |
| 16  | Rumänien   | Alin Cozmaciuc                 | TW       | 26. September 2004 |
| 18  | Rumänien   | Ionut Iancu                    | TW       | 18. Februar 1994   |
| 2   | Montenegro | Branko Vujović                 | RR       | 20. April 1998     |
| 5   | Rumänien   | Călin Dedu                     | KM       | 2. Oktober 2002    |
| 10  | Serbien    | Darko Ðukić                    | RA       | 11. Dezember 1994  |
| 14  | Danemark   | Frederik Ladefoged Blazejewicz | KM       | 15. April 1996     |
| 19  | Rumänien   | Ramon Șomlea                   | RL       | 20. Februar 1994   |
| 22  | Rumänien   | Tudor Buguleț                  | RA       | 2. März 2001       |
| 24  | Rumänien   | Andrei Nicușor Negru           | LA       | 24. Mai 1994       |
| 25  | Island     | Haukur Þrastarson              | RM       | 14. April 2001     |
| 26  | Brasilien  | Haniel Langaro                 | RL       | 7. März 1995       |
| 27  | Portugal   | André Gomes                    | RL       | 27. Juli 1998      |
| 28  | Spanien    | Àlex Pascual García            | LA       | 13. Februar 2000   |
| 37  | Tschechien | Stanislav Kašpárek             | RR       | 11. Juni 1996      |
| 44  | Rumänien   | Daniel Stanciuc                | RM       | 6. März 2004       |
| 45  | Belarus    | Miklós Rosta                   | KM       | 14. Februar 1999   |
| 47  | /          | Ante Kuduz                     | RL       | 11. April 1995     |
| 55  | Ukraine    | Andrij Akimenko                | RA       | 12. Juni 1994      |
| 66  | Israel     | Yoav Lumbroso                  | RM       | 15. Juli 2000      |
| 90  | Agypten    | Ali Zein                       | RL       | 14. Dezember 1990  |
| 94  | Rumänien   | Robert Militaru                | RL       | 4. Januar 1994     |

### Bekannte ehemalige Spieler
- George Bădulescu
- Amine Bannour
- Ioan Bogolea
- Alexandru Buligan
- Gheorghe Coman
- Adrian Cosma
- Liță Cosma
- Mircea Costache I
- Mircea Costache II
- Gheorghe Covaciu
- Marian Cozma
- Marin Dan
- Hugo Descat
- Gheorghe Dogărescu
- Cornel Durău
- Virgil Hnat
- Claudiu Ionescu
- Ion Ionescu
- Petre Ivănescu
- Iman Jamali
- Rareș Jurcă
- Gheorghe Licu
- Robert Licu
- Makrem Missaoui
- Hans Moser
- Alireza Mousavi
- Ion Mureșan
- Raul Nantes
- Cezar Nica
- Florin Nicolae
- Vasile Oprea
- Cornel Penu
- Lucian Popescu
- Rudi Prisăcaru
- Michael Redl
- Gustav Rydergård
- Valentin Samungi
- Rudolf Schuman
- Oprea Vlase
- Eliodor Voica
- Gabriel Zugrăvescu